# Kyle Lamonte
Kyle Lamonte es un jugador de baloncesto estadounidense que juega en la posición de escolta y mide 1,91 m. Actualmente se encuentra en el equipo de Mantarrayas de La Paz de CIBACOPA.
Con Peñarol, se coronó campeón de la tercera edición de la Liga de las Américas, el torneo continental de FIBA, en 2010. En dicho torneo, él obtuvo el premio al Jugador Más Valioso de las finales.

## Trayectoria deportiva
Tras su destacado paso por la JUCO con Marshalltown CC, pasó a la NCAA donde fue reclutado por Southern Mississippi, centro donde jugó su año junior, ya que en la 2006-07 fue redshirt. Acabó su ciclo colegial en la NAIA con William Carey.
Empezó su carrera profesional fogueándose en ligas de verano y ligas menores norteamericanas, y una corta experiencia europea en Turquía, donde jugó para el Banvit. En el verano de 2009 repitió la fórmula y esta vez logró un contrato para jugar con el club Aguada, en Uruguay, donde sus prestaciones fueron sencillamente espectaculares, con medias superiores a los 30 puntos en anotación. Con esa presentación, no tardaron en llegarle nuevas ofertas y a finales de año se comprometió con Peñarol de Mar del Plata, en la liga argentina, donde completó el año de manera triunfal en uno de los clubes más importantes de la competición. Lograron el triunfo en la Liga de las Américas en cuya fase final Kyle fue elegido MVP. Posteriormente el equipo también conquistó la Liga Nacional, siendo Kyle reconido como una de las piezas más importantes del club que lograba ser campeón 16 años después de su hasta ahora único título.
Para la temporada 2010-11 ficha por Flamengo, otro equipo con grandes aspiraciones en el continente sudamericano, para disputar la liga brasileña, pero tras comenzar la temporada en el Campeonato Carioca (Río de Janeiro) y algunos amistosos de pretemporada el jugador provoca su salida del club disconforme con su presencia en el campo y una vez libre ficha nuevamente por el Peñarol.

### Detalle
- 2003-05. Marshalltown CC. JUCO  Estados Unidos
- 2005-07. Southern Mississippi. NCAA  Estados Unidos
- 2007-08. William Carey. NAIA  Estados Unidos
- 2008. Ligas de verano de Eurobasket en Chicago y Las Vegas.
- 2008-09 Banvit Basketbol Kulubu. TBL  Turquía
- 2009. Atlanta Platinum, (USBA) y Liga de verano de Eurobasket en Las Vegas.
- 2009-10. Club Atlético Aguada.  LUB  Uruguay
- 2009-10. Club Atlético Peñarol LNB  Argentina
- 2010-11. Clube de Regatas do Flamengo  NBB  Brasil
- 2010-11. Club Atlético Peñarol LNB  Argentina
- 2011-12. Club Atlético Peñarol LNB  Argentina
- 2012. La Unión de Formosa LNB  Argentina
- 2013. Club Atlético Obras Sanitarias LNB  Argentina
- 2013. Club Malvín.  LUB  Uruguay
- 2014. Club Hebraica y Macabi LUB  Uruguay
- 2014. La Salle Liga Sudamericana  Bolivia
- 2014. KK Pieno žvaigždės  LKL  Lituania
- 2014-15. Brasilia UniCEUB  NBB  Brasil
- 2015. Asociación Deportiva Atenas LNB  Argentina
- 2016. Club Atlético Olimpia LUB  Uruguay
- 2017. Club Ciclista Olímpico LNB  Argentina
- 2017-18. Club Atlético Peñarol LNB  Argentina[4]
- 2019 Club Deportivo Universidad de Concepción LNB  Chile
- 2019 Mantarrayas de La Paz CIBACOPA  México